# Аванти (солунски вестник)
Вижте пояснителната страница за други значения на Аванти.
„Аванти!“ (на ладино: Avanti!, в превод Напред!) е сефарадски еврейски вестник, излизал в Солун, Османската империя в 1912 година.
Списва се на ладински с еврейска писменост. Първоначално е седмичник, по-късно започва да излиза два пъти, после три пъти в седмицата и накрая по време на Балканската война става ежедневник.
Вестникът е орган на предимно еврейската Социалистическа работническа федерация и е на социалистически позиции.
По-късно в Гърция (от 1913 година) вестникът е орган на Гръцката комунистическа партия и е под редакцията на Жак Вентура.
- Брой на „Аванти“ от 1912 г.
- Брой на „Аванти“ от 1912 г.
- Брой на „Аванти“ от 1914 г.
- Брой на „Аванти“ от 1914 г.